# 奧爾良 (密蘇里州)
奧爾良（英語：Orleans）是位於美國密蘇里州波爾克縣的鬼鎮。

## 歷史
奧爾良的郵局於1846年設立，其後於1895年停運。

## 地理
奧爾良所處的海拔為高於海平面302米（即991英呎），而該地所採用的時區為UTC-6，即北美中部時區（CST）。同時該地設有夏令時間，為UTC-6調快一小時，即UTC-5（CDT）。